# Chaetogonopteron
Chaetogonopteron är ett släkte av tvåvingar. Chaetogonopteron ingår i familjen styltflugor.

## Dottertaxa tillChaetogonopteron, i alfabetisk ordning[1]
- Chaetogonopteron acutatum
- Chaetogonopteron anae
- Chaetogonopteron apicinigrum
- Chaetogonopteron appendiculatum
- Chaetogonopteron basipunctatum
- Chaetogonopteron ceratophorum
- Chaetogonopteron chaeturum
- Chaetogonopteron chebalingense
- Chaetogonopteron cheesmanae
- Chaetogonopteron concavum
- Chaetogonopteron daweishanum
- Chaetogonopteron dayaoshanum
- Chaetogonopteron dorsinigrum
- Chaetogonopteron fimbritibia
- Chaetogonopteron flavimarginatum
- Chaetogonopteron guangdongense
- Chaetogonopteron guangxiense
- Chaetogonopteron guizhouense
- Chaetogonopteron hainanum
- Chaetogonopteron liui
- Chaetogonopteron longicercus
- Chaetogonopteron longum
- Chaetogonopteron marronense
- Chaetogonopteron menglonganum
- Chaetogonopteron menglunense
- Chaetogonopteron minutum
- Chaetogonopteron nanlingense
- Chaetogonopteron pallantennatum
- Chaetogonopteron pallipilosum
- Chaetogonopteron revanasiddaiahi
- Chaetogonopteron seriatum
- Chaetogonopteron seychellense
- Chaetogonopteron shettyi
- Chaetogonopteron singulare
- Chaetogonopteron sublaetum
- Chaetogonopteron tarsale
- Chaetogonopteron ventrale
- Chaetogonopteron ventriseta
- Chaetogonopteron wuhuaense
- Chaetogonopteron zhangae
- Chaetogonopteron zhuae